# NGC 6106
NGC 6106 је спирална галаксија у сазвежђу Херкул која се налази на NGC листи објеката дубоког неба.
Деклинација објекта је + 7° 24' 40" а ректасцензија 16h 18m 47,0s. Привидна величина (магнитуда) објекта NGC 6106 износи 12,2 а фотографска магнитуда 12,9. Налази се на удаљености од 24,193 милиона парсека од Сунца. NGC 6106 је још познат и под ознакама UGC 10328, MCG 1-41-16, CGCG 52-1, IRAS 16163+0731, PGC 57799.